# Јеманжелинск
Јеманжелинск (рус. Еманжелинск) град је у Русији, у Чељабинској области. Према попису становништва из 2010. у граду је живело 30.216 становника.

## Становништво
| 1939.  | 1959.  | 1970.  | 1979.  | 1989.  | 2002.  | 2010.  |
| ------ | ------ | ------ | ------ | ------ | ------ | ------ |
| 11.080 | 33.563 | 33.389 | 31.015 | 31.153 | 30.202 | 30.216 |

## Знамените личности
- Ирина Шејк – модел